# Pisarovo (Pleven)
Pisarovo (Bulgaars: Писарово) is een dorp in het noorden van Bulgarije. Het dorp is gelegen in de gemeente Iskar in de oblast Pleven. Het dorp ligt hemelsbreed ongeveer 27 km ten noordwesten van Pleven en 111 km ten noorden van Sofia. Het dorp telde 809 inwoners op 15 maart 2024.

## Bevolking
Het dorp Pisarovo had bij een schatting van 2020 een inwoneraantal van 741 personen. Dit waren 95 mensen (-11,4%) minder dan 836 inwoners bij de officiële census van februari 2011. De gemiddelde jaarlijkse groei in die periode komt daarmee uit op -1,2%, hetgeen lager is dan het landelijk jaarlijks gemiddelde over deze periode (-0,63%). Het aantal inwoners vertoont al tientallen jaren een dalende trend: in 1946 woonden er nog 3.192 personen in het dorp.
- 1934 3122
Koninkrijk Bulgarije
- 1946 3192
Volksrepubliek Bulgarije
- 1956 2946
Volksrepubliek Bulgarije
- 1965 2393
Volksrepubliek Bulgarije
- 1975 2019
Volksrepubliek Bulgarije
- 1985 1633
Volksrepubliek Bulgarije
- 1992 1351
Republiek Bulgarije
- 2001 1109
Republiek Bulgarije
- 2011 836
Republiek Bulgarije
- 2020 741
Republiek Bulgarije

- Koninkrijk Bulgarije
- Volksrepubliek Bulgarije
- Republiek Bulgarije

In het dorp leven nagenoeg uitsluitend etnische Bulgaren. In februari 2011 identificeerden 794 van de 829 ondervraagden zichzelf als ethische “Bulgaren”, oftewel 95,8% van alle ondervraagden. Daarnaast identificeerden 29 ondervraagden zichzelf als etnische Turken, terwijl de overige ondervraagden een andere of helemaal geen etnische achtergrond hebben aangegeven.
| Etnische samenstelling van de respondenten (2011) | Etnische samenstelling van de respondenten (2011) | Etnische samenstelling van de respondenten (2011) | Etnische samenstelling van de respondenten (2011) | Etnische samenstelling van de respondenten (2011) |
| ------------------------------------------------- | ------------------------------------------------- | ------------------------------------------------- | ------------------------------------------------- | ------------------------------------------------- |
|                                                   |                                                   |                                                   |                                                   |                                                   |
| Bulgaren                                          | Bulgaren                                          |                                                   | 95,8%                                             | 95,8%                                             |
| Turken                                            | Turken                                            |                                                   | 3,5%                                              | 3,5%                                              |
| Roma                                              | Roma                                              |                                                   | 0,0%                                              | 0,0%                                              |
| Anders/Onbekend                                   | Anders/Onbekend                                   |                                                   | 0,7%                                              | 0,7%                                              |